# Privier
Privier es una miniserie web de ciencia ficción y suspenso argentina emitida por YouTube. Narra la historia del astrónomo Privier, quien en un viaje de tres tiempos cronológicos diferentes busca conocer si se puede recuperar la memoria del alma después de la muerte física del cuerpo. Está protagonizada por Alberto Ajaka, Claudio Tolcachir, Mónica Antonópulos, Viviana Saccone y Camilo Rauch. La serie se estrenó el 12 de agosto de 2024 a través del canal de transmisión en vivo Luzu TV.
Luego de su lanzamiento, Privier fue renovada para una segunda temporada.

## Sinopsis
La trama sigue la vida de Privier, un astrónomo que desde muy pequeño se interesó por la vida después de la muerte y las teorías sobre la reencarnación. En su adultez, decide enfocarse sobre este enigma que lo llevó a descubrir que tiene dos capacidades especiales, una es conectarse con los espíritus y la otra es acceder a recuerdos de vidas pasadas en momentos particulares. De esta manera, Privier intentará responder qué pasa con el alma y los recuerdos del ser humano luego de su muerte, un interrogante que lo perseguido durante toda su vida.

## Elenco

### Principal
- Alberto Ajaka como Privier
- Claudio Tolcachir como Joshua
- Mónica Antonópulos como Miranda
- Viviana Saccone como Mamá de Privier
- Camilo Rauch como Privier (niño)

### Secundario
- Tony Lestingi como Miguelito
- Alejo García Pintos como Stevens
- Charley Rappaport como Sacerdote egipcio
- Patricio Wittis como Papá de Privier
- Tomás Wicz como Tomás Frenkel
- Julieta Castro como Altobelli
- Patricia Tiscornia como Camila

### Participaciones
- Leonor Benedetto como Narradora
- Enrique Dumont como Larraquy
- Claudio Gallardou como el presidente
- Isidoro Tolcachir como un epigrafista
- Romina Giardina como Adriana Belmar
- Diego Castro como Dr. Lange
- Ana Belén Beas como Paula
- Iride Mockert como Mamá de Tomás
- Matilda Tuozzo como Pilar Frenkel
- Brenda Bonotto como Madre escocesa

## Episodios
| N.º | Título          | Dirigido por   | Escrito por                                                       | Fecha de emisión original |
| --- | --------------- | -------------- | ----------------------------------------------------------------- | ------------------------- |
| 1   | «Bólido»        | Nicolás Tuozzo | Nicolás Tuozzo, Diego Castro, Francisco Ruiz Barlett y Nora Sarti | 12 de agosto de 2024      |
| 2   | «Eclipse»       | Nicolás Tuozzo | Nicolás Tuozzo, Diego Castro, Francisco Ruiz Barlett y Nora Sarti | 13 de agosto de 2024      |
| 3   | «Conjunción»    | Nicolás Tuozzo | Nicolás Tuozzo, Diego Castro, Francisco Ruiz Barlett y Nora Sarti | 13 de agosto de 2024      |
| 4   | «Acrecimiento»  | Nicolás Tuozzo | Nicolás Tuozzo, Diego Castro, Francisco Ruiz Barlett y Nora Sarti | 13 de agosto de 2024      |
| 5   | «Claro de Luna» | Nicolás Tuozzo | Nicolás Tuozzo, Diego Castro, Francisco Ruiz Barlett y Nora Sarti | 13 de agosto de 2024      |
| 6   | «Eco de Luz»    | Nicolás Tuozzo | Nicolás Tuozzo, Diego Castro, Francisco Ruiz Barlett y Nora Sarti | 13 de agosto de 2024      |

## Producción
La serie fue concebida durante la pandemia de COVID-19 en 2020 con base en una idea original del escritor argentino José Kohon, quién en principio publicaría la historia como un libro. El proyecto fue desarrollado por las productoras Owi Films y Dixi Group, mientras que la escritura de los guiones estuvieron a cargo de Nicolás Tuozzo, Diego Castro, Francisco Ruiz Barlett y Nora Sarti. Además, Kohon y Sergio Collica oficiaron como los productores de la serie, mientras que Tuozzo sería el responsable de dirigir los seis episodios que conformarían la primera temporada.
La fotografía principal inició en junio de 2021 en Buenos Aires y se extendió hasta octubre de ese año. Las grabaciones también tuvieron lugar en la ciudad de Salta y en Campanópolis, un parque temático ubicado en González Catán que sirvió para filmar las escenas medievales. A mediados de enero de 2022, el rodaje se trasladó a la ciudad de El Cairo en Egipto para filmar las últimas escenas de la serie concluyendo en febrero de ese mismo año.